# Otolithes
Otolithes és un gènere de peixos de la família dels esciènids i de l'ordre dels perciformes.

## Taxonomia
- Otolithes cuvieri (Trewavas, 1974)[3]
- Otolithes ruber (Bloch & Schneider, 1801)[4][5][6][7][8][9][10]